# Кинан, Эдвард Льюис
Э́двард Лью́ис Ки́нан (13 мая 1935, штат Нью-Йорк — 6 марта 2015, Дир Айл, штат Мэн) — американский историк-славист, исследователь средневековой Руси. Большую известность исследователю принесли публикации, ставившие под сомнение аутентичность «Переписки Андрея Курбского и Ивана Грозного» и «Слова о полку Игореве», а также статья «Российские политические традиции», вызвавшая бурную полемику в зарубежной русистике.

## Образование и карьера
Окончил Гарвардский университет, защитил диссертацию на тему «Москва и Казань, 1445—1552: исследование о „степной“ политике» в Кембриджском университете у О. И. Прицака.
C 1968 преподавал в Гарвардском университете, работал директором Центра Российских исследований, Центра ближневосточных исследований, деканом Высшей школы Наук и Искусств в 1978—1984 годах, директором Думбартон-Окс в 1998—2007 годах, президентом Американской ассоциации углублённых исследований славянских стран в 1994 году. С 2008 года на пенсии.

## Научная деятельность
В истории мировой славистики Э. Кинан наиболее известен своими провокационными работами.
Скандальную мировую известность Кинану принесла публикация книги «Апокриф Курбского-Грозного: происхождение „переписки“, приписываемой князю А. М. Курбскому и царю Ивану IV» (The Kurbskii-Groznyi Apocrypha: The Seventeenth-century Genesis of the 'Correspondence' Attributed to Prince A. M. Kurbskii and Tsar Ivan IV), вышедшей в 1971 году. Как явствует из заглавия, в этой книге автор поставил под сомнение подлинность самой знаменитой переписки XVI века, отнеся её возникновение к следующему столетию. Кинан выдвинул предположение, что авторство переписки принадлежит князю С. И. Шаховскому, который по сути сочинил необычный политический памфлет в 1620-е годы. Книга вызвала ожесточённую полемику в мировой науке. Советские исследователи не остались в стороне: всего два года спустя вышла монография ленинградского медиевиста Р. Г. Скрынникова «Переписка Грозного и Курбского. Парадоксы Эдварда Кинана» (Л., 1973), в которой автор детально разбирал аргументацию оппонента. Для науки того времени подобная форма полемики была достаточно необычной. В настоящее время подлинность «Переписки» практически не ставится под сомнение.
В 1986 году Кинан становится автором ещё одной нашумевшей работы — статьи «Московитские политические традиции», в которой обосновывал особенность российской политической культуры, проистекавшую из географических и культурных особенностей Великороссии. Статья вызвала в американской русистике бурную полемику, которой был посвящён целый номер авторитетного журнала «Русское обозрение» в 1987 году.
Одной из последних работ учёного стала монография о «Слове о полку Игореве» «Йосеф Добровский и происхождение „Слова о полку Игореве“» (Joseph Dobrovsky and the Origins of the 'Igor Tale'). Подлинность источника неоднократно оспаривалась в историографии XIX и XX в., одна из последних громких дискуссий проходила в СССР на памяти Кинана, когда публичному осуждению подверглась работа А. А. Зимина, отстаивавшего теорию подложности «Слова». Кинан предложил оригинальную гипотезу авторства: опираясь на ряд предполагаемых заимствований из чешского языка, учёный предложил гипотезу чешского происхождения памятника, авторство было приписано фольклористу и просветителю Йосефу Добровскому. Книга была встречена в основном критически, и эта гипотеза в настоящее время не принята в науке.

## Основная библиография
- The Kurbskii-Groznyi Apocrypha: The Seventeenth-century Genesis of the 'Correspondence' Attributed to Prince A. M. Kurbskii and Tsar Ivan IV, 1971.
- Muscovite political folkways // The Russian Review, Vol. 45, No. 2 (Apr., 1986), pp. 115—181.
- Josef Dobrovsky and the Origins of the Igor' Tale', 2003.